# Ліквідація юридичної особи
Ліквідація юридичної особи — припинення існування юридичної особи шляхом внесення відповідного запису до Єдиного державного реєстру юридичних осіб та фізичних осіб-підприємців. В Україні передбачені наступні підстави ліквідації: за рішенням власників (учасників, акціонерів) юридичної особи; за судовим рішенням, що не пов'язане з банкрутством та ліквідація шляхом банкрутства. При цьому, процедура банкрутства регулюється спеціальним законом.

## Процедура ліквідації
Стаття 104, Цивільного кодексу України [Архівовано 18 травня 2017 у Wayback Machine.] визначає поняття припинення: юридична особа припиняється в результаті реорганізації (злиття, приєднання, поділу, перетворення) або ліквідації. В Україні складність, вартість і строк ліквідації підприємства, як правило, значно перевищують вартість реєстрації нової компанії. Це в першу чергу пов'язано з необхідністю проходження перевірки в податкових (фіскальних) і пенсійних органах за 3 останні роки діяльності фірми, незалежно від наявності заборгованості, господарської діяльності та (або) активів. Після змін до законодавства в 2015 році перевірка в органах Пенсійного фонду більше не передбачена. Після початку процедури припинення юридичної особи органи Фонду соціального страхування України проводять документальну позапланову перевірку без попереднього повідомлення страхувальника. Ліквідатор (ліквідаційна комісія) повинен вжити самостійних активних кроків до надання контролюючому органу первинних документів, регістрів бухгалтерського та податкового обліку, щоб він міг виконати свої обов’язки з проведення перевірки суб’єкта господарювання на предмет дотримання податкового законодавства. Без отримання довідки про відсутність заборгованості (документ видається компанії, що ліквідується після проходження позапланової перевірки) ліквідація за рішенням власників неможлива. Це не стосується випадків ліквідації суб'єкта шляхом банкрутства або на підставі судового рішення. У разі, якщо компанія не здійснювала діяльність протягом 3-х і більше років, не подавала звітність, не має заборгованості зі сплати податків і зборів і не мала рахунків або оборотів — така фірма може бути ліквідована без проведення перевірки за рішенням начальника податкової інспекції по місцем реєстрації. При проведенні процедур реорганізації (злиття, приєднання/поглинання, розділ) юридичної особи — також обов'язкове проходження перевірки. При цьому, процедура перетворення юридичної особи (наприклад із ЗАТ у ТОВ) не передбачає проведення позапланової перевірки. Процедура ліквідації господарських товариств та неприбуткових уставнов (таких як: об'єднання співвласників багатоквартирного будинку, громадських організацій, благодійних організацій та ін.) однакова із врахуванням деяких особливостей.
Підтвердженням факту ліквідації компанії є відповідний запис в єдиному державному реєстрі юридичних осіб та фізичних осіб підприємців. Рекомендується кожному Учаснику/Акціонеру і членам Правління/Директору підприємства зберігати документи, що підтверджують ліквідацію: оригінал або нотаріальну копію рішення/протоколу загальних зборів про припинення шляхом ліквідації, копію ліквідаційного балансу, виписку або витяг (витяг) з реєстру.
При цьому, варто врахувати що законодавством України передбачена можливість скасування ліквідації компанії за судовим рішенням.
Ліквідація відбувається в тому випадку, коли компанія перестає функціонувати і виконувати свій основний обов'язок — приносити прибуток. Причин для цього може бути багато, зокрема реорганізація підприємства під інший напрям діяльності, або банкрутство підприємства, коли послуги або товари компанії не користуються попитом.
На сьогоднішній день, порядок ліквідації підприємства передбачає складний комплекс заходів, спрямований на те, щоб припинити діяльність компанії. Далеко не кожній людині буде під силу самотужки скласти план ліквідації підприємства, зібрати для ліквідації підприємства документи, адже законодавчі умови ліквідації підприємства часто змінюються.
Ліквідація підприємства в Україні може мати добровільний або примусовий характер. Перебувають підприємства в стадії ліквідації на добровільній основі в тому випадку, якщо засновниками самостійно було прийнято рішення про те, що буде проведена реорганізація і ліквідація підприємства. Причинами такого рішення може стати збитковість компанії, закінчення строку, на який вона була створена і т. д.
Примусово фірма може бути ліквідована у тому разі, якщо її діяльність була пов'язана з порушенням законодавства, або здійснювалась без ліцензії. В цьому випадку банкрутство і ліквідація підприємства здійснюється судовим рішенням, а засновнику видається на руки облік ліквідації підприємства, відповідні документи.
В зв'язку з кризою у 2008 року державними органами розпочалася спрощена процедура ліквідації підприємств, але для багатьох недіючих підприємств ця ініціатива виявилася лише декларацією.

### Ліквідація за рішенням власників
- скликання загальних зборів і прийняття відповідного рішення (має бути прийнято не менше 75 % голосів); рішенням/протоколом про ліквідацію повинні бути призначені голова ліквідаційної комісії і, за наявності, члени ліквідаційної комісії; якщо станом на дату прийняття рішення про припинення у компанії є активи (рухоме/нерухоме майно, права вимоги, дебіторська заборгованість, грошові кошти та ін), загальні збори має розглянути питання реалізації майна та здійснення виплат; при наявності у компанії філій і/або представництв, протоколом/рішенням має бути розглянуто питання про їх ліквідацію;
- подання документів державному реєстратору та внесення запису про початок процедури ліквідації юридичної особи за рішенням власників; після початку ліквідаційної процедури підприємство автоматично не позбавляється статусу платника ПДВ та/або єдиного податку, прав на ліцензії; в стані ліквідації юридична особа має право фактично повноцінно здійснювати фінансово-господарську діяльність, отримувати прибуток і виплачувати дивіденди;
- процедура перевірки в податкових органах; ліквідація компанії — підстава для проведення позапланової перевірки платника податків; перевіряється на предмет подання звітності, сплати податку на прибуток та/або єдиного податку, інших податків і зборів, єдиного соціального внеску; це самий складний і тривалий етап ліквідації; при наявності філій і/або представництв, через які здійснювалася діяльність, одночасно з перевіркою головного підприємства проводиться перевірка і зняття з обліку його підрозділів;
- отримання довідки з архівної установи про прийняття документів на довгострокове зберігання; до архівної установи повинні бути подані документи про всіх працівників за весь період діяльності компанії (копії паспортів та ідентифікаційних кодів, копії наказів про призначення та/або трудових контрактів, копії трудових книжок);
- подання державному реєстратору документів про ліквідацію підприємства — фінішний етап; подається заява встановленої форми, довідка з архівної установи і акт ліквідаційної комісії (підписи на акті повинні бути завірені нотаріально); станом на дату ліквідації у юридичної особи не повинно бути активів і/або заборгованості, що має бути відображено в акті ліквідаційної комісії.

### Спрощена процедура ліквідації
Законом України «Про державну реєстрацію юридичних осіб, фізичних осіб — підприємців та громадських формувань» передбачена спрощена процедура ліквідації юридичної особи яка проводиться на підставі:
- судового рішення про скасування (визнання недійсною) державної реєстрації юридичної особи у випадках, передбачених законом, якщо таке рішення прийнято судом до 1 липня 2004 року, крім судового рішення щодо визнання юридичної особи банкрутом;
- судового рішення про припинення юридичної особи, що не пов'язане з банкрутством юридичної особи, якщо таке рішення прийнято судом після 1 липня 2004 року, і в разі якщо голова ліквідаційної комісії з припинення юридичної особи або ліквідатор юридичної особи протягом трьох років з дати публікації повідомлення про постановлення судового рішення про припинення юридичної особи, що не пов'язане з банкрутством юридичної особи, не надав суб'єкту державної реєстрації документи, необхідні для державної реєстрації припинення юридичної особи в результаті її ліквідації;
- неподання головою ліквідаційної комісії з припинення юридичної особи або ліквідатором юридичної особи документів, необхідних для державної реєстрації припинення юридичної особи в результаті її ліквідації протягом одного року з дати внесення до Єдиного державного реєстру запису про припинення проведення спрощеної процедури державної реєстрації припинення юридичної особи в результаті її ліквідації.

Як бачимо, процедура спрощеної ліквідації підприємства може бути проведена в окремих випадках і, як правило, не може бути застосована для стандартного процесу ліквідації компанії.